# René Weller
René Theo Weller (* 21. November 1953 in Pforzheim; † 22. August 2023 ebenda) war ein deutscher Boxer. Er wurde neunmal Deutscher Meister und Vize-Europameister bei den Amateuren sowie Deutscher Meister und zweimal Europameister der EBU bei den Profis.

## Amateurkarriere
Der gelernte Heizungsmonteur und Goldschmied begann früh mit dem Boxen und war nebenbei als Gelegenheitsarbeiter tätig. Schon sein Vater Harald, der starb, als Weller 14 Jahre alt war, war lange Jahre Boxer gewesen. Bereits als 6-Jähriger war er als Mitglied im Judo-Club Pforzheim erfolgreicher Judoka. Ab 1966 war Weller beim Boxring Blau-Weiß Pforzheim. Er wurde insbesondere von Trainer Heinz Weishaar gefördert. Weishaar habe ihn entdeckt, ihm habe er seine „ganze Karriere zu verdanken“, so Weller. Er siegte am 20. Januar 1968 bei einem Sichtungsturnier des Badischen Box-Verbandes erstmals in einem überregionalen Kampf. 1969 wurde Weller bei den badischen Meisterschaften Jugendbester im Bantamgewicht. Darüber hinaus spielte Weller in seiner Jugend Fußball.
1972 wurde er mit einem Finalsieg gegen Hans-Georg Pillarz erstmals Deutscher Meister im Bantamgewicht. Von 1973 bis 1976 gewann er viermal in Folge den Deutschen Meistertitel im Federgewicht sowie von 1977 bis 1980 viermal in Folge den Deutschen Meistertitel im Leichtgewicht.
Bei den Boxeuropameisterschaften 1973 in Belgrad schied er im Viertelfinale nach Punkten gegen den späteren Silbermedaillengewinner Zoran Jovanović aus. 1976 vertrat er die Bundesrepublik bei den 21. Olympischen Sommerspielen in Montreal. Dort gewann er im Federgewicht gegen den Franzosen Serge Thomas, ehe er gegen den Rumänen Gheorghe Ciochină ausschied. Bei den Boxeuropameisterschaften 1977 in Halle (Saale) verlor er im Halbfinale gegen den späteren Europameister Ace Rusevski.
Bei den Boxeuropameisterschaften 1979 in Köln zog er nach Siegen gegen den Schweden Ove Lundby, den Tschechen Ladislav Konečný und den Rumänen Ilie Dragomir ins Finale im Leichtgewicht ein. Dort unterlag er jedoch nach Punkten Wiktor Demjanenko aus der Sowjetunion.
Beim 1. Weltcup im Oktober 1979 in New York unterlag er im Halbfinale dem Amerikaner David Lee Armstrong nach Punkten.
Im Oktober 1980 nahm er am internationalen „100 Years of British Boxing Tournament“ teil und gewann mit einem Finalsieg gegen Gary Felvus die Goldmedaille im Leichtgewicht.
Bei den Boxeuropameisterschaften 1981 in Tampere verlor er seinen zweiten Kampf nach Punkten gegen den zweifachen Europameister Wiktor Rybakow. In der Box-Bundesliga trat Weller für den TSV Bayer 04 Leverkusen an.
Laut der Zeitschrift Boxsport hatte Weller bis April 1981 – seinem Wechsel in das Profilager – 355 Amateurkämpfe bestritten, von denen er 338 gewonnen hatte.

## Profikarriere
Im April 1981 unterbreitete Wilfried Sauerland dem seinerzeit bei Bayer angestellten Weller das Angebot, in den Profibereich zu wechseln. Seinen ersten Kampf als Berufsboxer bestritt Weller mit Sauerland als Promoter am 12. Juni 1981 in Köln gegen den ehemaligen Italienischen Meister Potito Di Muro und siegte dabei nach Punkten. In seinem zweiten Kampf am 16. August 1981 besiegte er den bis dahin ungeschlagenen (11 Siege – 0 Niederlagen) Briten Ken Foreman durch K. o. in der zweiten Runde. In seinem dritten Kampf am 25. September 1981 gegen Dieter Schantz gewann er durch K. o. in der vierten Runde den Deutschen Meistertitel im Leichtgewicht.
Bei seinem ersten Kampf in Las Vegas (US-Bundesstaat Nevada) gegen Charles LaCour Ende Juni 1982, den er gewann, habe er zuvor in einer Wette seine gesamte Gage in Höhe von 25.000 US-Dollar auf seinen eigenen Sieg gesetzt, so Weller im April 1985 gegenüber dem Nachrichtenmagazin Der Spiegel.
Nach 15 weiteren Siegen, u. a. gegen Bruno De Montis (21–1) und die beiden ehemaligen Europameister Rodolfo Sánchez (53–14) und Charlie Nash (25–4), erhielt er am 29. Juni 1983 auf Sizilien die Chance auf den Europameistertitel der EBU im Leichtgewicht. Der Kampf gegen Titelträger Lucio Cusma (22–3) endete unentschieden, womit Cusma Europameister blieb. Das Ergebnis wurde unterschiedlich bewertet: Während das Hamburger Abendblatt in seiner Ausgabe vom 30. Juni 1983 schrieb, das Unentschieden sei „schon sehr milde“ für Weller gewesen, nannte das Nachrichtenmagazin Spiegel das Ergebnis rückblickend einen „Skandal“, Weller sei der bessere Mann gewesen, allerdings habe es vor dem Kampf „konkrete Morddrohungen der örtlichen Mafia“ gegeben, weshalb er von zwei Leibwächtern beschützt wurde.
In seinem nächsten Kampf am 10. September 1983 besiegte er den französischen Meister und späteren Europameister Tusikoleta Nkalankete. Daraufhin trat er am 7. Oktober gegen James Ortega (9–1) zum Kampf um den Weltmeistertitel des im internationalen Vergleich unbedeutenden Verbandes World Athletic Association (WAA) im Superfedergewicht an und besiegte den Amerikaner durch K. o. in der ersten Runde.
Nach zwei weiteren K.-o.-Siegen kam es am 9. März 1984 vor 7500 Zuschauern in der Festhalle in Frankfurt am Main zum Rückkampf gegen Lucio Cusma, den Weller diesmal einstimmig nach Punkten gewann und somit Europameister wurde. Anschließend verteidigte er seinen Titel erfolgreich gegen den spanischen Meister José Antonio García (31–7), den späteren WBO-Weltmeister Daniel Londas (26–3), den Britischen Meister George Feeney (19–9) und den französischen Meister Frederic Geoffroy (21–1). Wellers Kämpfe wurden mit Pomp inszeniert, die Veranstaltungen zogen Menschen unterschiedlicher Gesellschaftsschichten an, darunter Größen aus der Unterhaltungswelt wie die Sängerin Nena. Die Zeitung Die Welt schrieb im April 1985, „das Spektrum der Weller-Fans“ erstrecke sich „vom Turnschuh bis zur Smoking-Fliege […] kurz, über Welten“. Nur mit Weller ließen sich in Deutschland bei Berufsboxveranstaltungen „Hallen halbwegs füllen“, urteilte Die Welt damals.
In seiner fünften Titelverteidigung am 10. Januar 1986 verlor er gegen den späteren WBO-Weltmeister Gert Bo Jacobsen (15–0). Der Kampf im dänischen Randers vor 4.000 Zuschauern wurde in der achten Runde abgebrochen. Weller hatte sich in der fünften Runde eine Platzwunde an der Augenbraue zugezogen. In der achten Runde verstärkte sich die Blutung, der Ringrichter brach den Kampf daraufhin ab. Wellers Promoter Sauerland sprach von Betrug, da die Verletzung seiner Ansicht nach von einem Kopfstoß des Dänen herrührte. Dies blieb die einzige Niederlage seiner Profikarriere. Am 12. Mai 1986 wurde er mit einem Punktesieg gegen Konrad Mittermeier erneut Deutscher Meister im Leichtgewicht und verteidigte den Titel im Rückkampf gegen Mittermeier und durch K. o. gegen Georg Vlachos.
Am 5. März 1988 wurde er in Karlsruhe mit einem Punktesieg gegen den Franzosen José Maillot (23–10) erneut Europameister der EBU im Leichtgewicht. Der amtierende Europameister Jacobsen, gegen den Weller seinen Titel verloren hatte, konnte wegen einer Krankheit nicht zu einem vorgesehenen abermaligen Kampf gegen den Pforzheimer antreten, woraufhin dem Dänen der Europameistertitel auf Antrag von Klaus-Peter Kohl (damals Vorsitzender des Bundes Deutscher Berufsboxer) entzogen wurde. Wellers Ersatzgegner Maillot blieben lediglich 14 Tage der Kampfvorbereitung. Nach seinem Sieg über den Spanier Jose Antonio Hernandez im April 1988 in Hamburg gab Weller unmittelbar nach dem Kampf noch im Ring die Niederlegung seines Europameistertitels und das Ende seiner Boxlaufbahn bekannt. Weller boxte dann jedoch weiter. Für Ende Juni 1988 wurde in Hamburg ein Kampf zwischen Weller und WBA-Weltmeister Brian Mitchell aus Südafrika angesetzt. Wegen einer Verletzung Mitchells wurde der Kampf rund 20 Tage vor dem vorgesehenen Termin abgesagt. Anschließend sollte der WM-Kampf zwischen Mitchell und Weller im September 1988 stattfinden, platzte jedoch, da die Forderung des Südafrikaners die gebotene Entlohnung überstieg. Bis zu seinem Karriereende im Mai 1993 boxte Weller, den unter anderem Erwin Heiber als Trainer betreute, noch neunmal, darunter war ein Unentschieden gegen den Rumänen Stefan Ilie, den er im Rückkampf dann besiegte.
In seiner Karriere wurde Weller fünfmal als „Boxer des Jahres“ von Lesern der Zeitschrift Boxsport, dem Organ des Deutschen Amateur Box-Verbandes (DABV), ausgezeichnet.

## Weiterer Werdegang
Wellers playboyhaftes Auftreten brachte ihm Anfang der 1980er-Jahre den Beinamen „der schöne René“ ein. Im Spiegel erläuterte er 2018: „Ich musste auffallen, um populär zu werden. Wer interessiert sich in Deutschland schon für einen ganz normalen Leichtgewichtsboxer?“ 1985 spielte er die Hauptrolle in dem Kinofilm Macho Man und 2017 in dessen Fortsetzung, 1993 eine Rolle in Ebbies Bluff von Claude-Oliver Rudolph. 1991 erwirkte Weller eine Unterlassungsklage gegen die Produktionsfirma des Films Macho Man, die daraufhin alle Sexszenen mit ihm aus dem Film entfernen musste. Bereits während seiner Profikarriere in den 1980er-Jahren vertrieb er Hosen, Autos, Uhren, Gold und Jacken unter dem Markennamen Rewell; später brachte er eine Gürtel- und Goldschmuckkollektion heraus. Teils wurde von Weller und einem Geschäftspartner entworfene Lederbekleidung bei Kampfveranstaltungen, auf denen er boxte, der Öffentlichkeit vorgeführt.
1979 wurde Weller von einem Schöffengericht in Pforzheim wegen Anstiftung zur Falschbeurkundung zu einer Geldstrafe in Höhe von 15.000 D-Mark verurteilt. Die Berufungsverhandlung in dieser Sache endete im Oktober 1980 aus Mangel an Beweisen mit einem Freispruch für Weller. 1981 stand er wegen eines Fahrzeughandels vor Gericht; im selben Jahr geriet er als Schmuckhändler in den Blick von Zollfahndern, weil ein Bekannter ein Paket mit 48 Schweizer Uhren bei Wellers damaliger Freundin abgegeben hatte. Im Dezember 1983 wurde Weller zu einer Geldstrafe in Höhe von 15.000 D-Mark verurteilt, da er Hehlerware verkauft haben soll. Im März 1984 verurteilte ihn ein Gericht in München zu einer Geldstrafe von 2.000 D-Mark, weil Weller im Rahmen der Boxweltmeisterschaft der Amateure im Jahr 1982 einen Wachmann verletzt hatte, der ihm die Zufahrt zum Olympiagelände verwehrt hatte.
1998 wurde Weller beim Versuch, fünf Kilogramm Kokain für 400.000 DM zu kaufen, festgenommen und kam in Untersuchungshaft. Im Juli 1999 wurde er wegen Kokainhandels, Hehlerei, Anstiftung zur Urkundenfälschung und unerlaubten Waffenbesitzes zu insgesamt sieben Jahren Haft verurteilt. Die einjährige Untersuchungshaft wurde ihm dabei angerechnet. Im Januar 2003 wurde er nach viereinhalb Jahren wegen guter Führung vorzeitig aus dem Gefängnis entlassen.
2002 spielte er in dem Musikvideo zu Hell in Hell der Berliner Rockband Surrogat mit. Im Juli 2004 sah man ihn in der vom Privatsender ProSieben ausgestrahlten Reality-Show Die Alm. Im Januar 2005 eröffnete er eine Action-Show in einer Karlsruher Diskothek. Unter dem plakativen Titel Die Rückkehr der harten Jungs wurde eine Unterhaltungsshow rund um Kampfsport geboten. Weller trat gemeinsam mit dem Aktionskünstler Marko König und dem zehnfachen Weltmeister der Fakire Benji le Fakir auf. Im September 2005 verbrachte er eine Woche im Big-Brother-Dorf, musste es aber wegen einiger Differenzen und Eklats verlassen.
Weller versuchte sich auch als Sänger. Im September 1980 nahm er den Schlagertitel Knock ihn aus auf. 1985 sang er eine deutsche Coverversion des Hitler Rap von Mel Brooks aus dem Film Sein oder Nichtsein unter dem Titel René Weller Rap (To be or not to be). Im Januar 2003 erschien seine CD Ich bin wieder hier, und im Mai 2006 stellte er seine zweite CD Wach auf im Online-Bordell Big Sister vor.
Im Mai 2006 gewann er in der Rhein-Mosel-Halle in Koblenz einen Kampf gegen Jürgen Milski. Im September begann ein Prozess wegen Schadensersatz und Schmerzensgeld gegen Günther Jauch. Dieser hatte in der Sendung Wer wird Millionär? im Zusammenhang mit einer Frage zum Boxsport über Weller gesagt: „Der sitzt ja dauernd im Knast, oder hat gesessen.“ Das Landgericht Potsdam wies die Klage ab. Weller ging in Berufung, doch auch das Oberlandesgericht Brandenburg wies die Klage ab.
2007 lud er den Fernsehsender ProSieben unter dem Motto We Are Family! So lebt Deutschland – Das Promi Spezial zu sich nach Hause in Dillweißenstein ein. Im November 2008 und im März 2010 war Weller in der Sendung Das perfekte Promi-Dinner bei VOX zu sehen. 2010 wurde er zusammen mit seiner Verlobten in der Sendung mieten, kaufen, wohnen von VOX zwei Folgen lang bei der Wohnungssuche begleitet. 2013 nahm er an der Doku-Soap Promi-Frauentausch teil. Er wechselte seinen Alltag mit dem von Mathieu Carrière. Im April 2016 war er Teilnehmer der ProSieben-Völkerball-Meisterschaft. Im Juli 2016 belegten er und seine Frau Platz vier in der RTL-Reality-Show Das Sommerhaus der Stars – Kampf der Promipaare.

## Privatleben und Tod
Mit einer früheren Lebensgefährtin bekam Weller eine Tochter und einen Sohn. Im November 2013 heiratete er die Journalistin Rosemarie „Maria“ Dörk. Er lebte in seiner Heimatstadt Pforzheim und betrieb dort eine Boxschule.
2014 wurde bei ihm eine Demenzerkrankung diagnostiziert, die er im Sommer 2021 öffentlich bekanntgab. René Weller starb im August 2023 im Alter von 69 Jahren in Pforzheim an den Folgen seiner Erkrankung.

## Filmografie
- 1985: Macho Man
- 1993: Ebbies Bluff
- 2006: Berndivent: Das Kicker Duell – Bernd das Brot
- 2017: Macho Man 2
- 2024: Macho Man 3

## Schriften
- René Weller, Max Herfert: Boxen mit René Weller – In drei Runden zum Sieg. Pietsch, Stuttgart 2003, ISBN 3-613-50435-9.